# Édouard Loëvy
Édouard Cheliga Loëvy, né à Varsovie (Empire russe) le 18 décembre 1857 et mort à Paris 10e le 20 décembre 1910, est un peintre et illustrateur franco-polonais, qui vécut une grande partie de sa vie en France.

## Biographie
Né dans une famille juive, Édouard Loëvy commence à étudier la peinture à Varsovie sous la tutelle de Stanisław Heyman (1843-1915).
À l'âge de 15 ans (1873), il s'inscrit à l'Académie royale des beaux-arts de Munich, où il est l'élève d'Alexander Strähuber et d'Otto Seitz (en). Il poursuit probablement ses études à l'Académie des beaux-arts de Saint-Pétersbourg. Il revient à Varsovie en 1878, mais deux ans plus tard, il s'installe à Paris. Il expose plusieurs fois ses œuvres à Varsovie et Cracovie.
À Paris, il expose ses dessins au Salon des artistes français en 1888 (pour les Contes juifs de Leopold von Sacher-Masoch), puis au salon de la Société nationale des beaux-arts, entre 1890 et 1901, essentiellement des portraits (huiles sur toile). Durant l'Exposition universelle de Paris en 1900, il obtient une médaille de bronze pour un portrait. Son amie Gabriela Zapolska fut son modèle.
En tant que dessinateur et illustrateur, il collabore avec des magazines polonais tels que Kłosy, Tygodnik Ilustrowany, Biesiada Literacka, Tygodnik Powszechny et Świat. En France, avec L'Illustration, la Revue encyclopédique, la Revue universelle — deux titres lancés par Larousse —, Paris-Vélo, Le Petit Français illustré, Je sais tout. En Allemagne, pour Über Land und Meer (en) (Stuttgart).
Il a fourni plus de 5 000 dessins aux éditions Larousse pour le Nouveau Larousse illustré - Dictionnaire universel encyclopédique.
Il épouse Maria Szeliga.
La Société historique et littéraire polonaise conserve de lui plusieurs dessins.

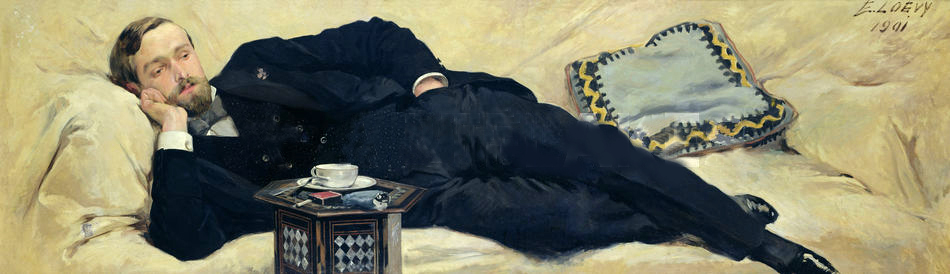
Dandy nonchalant, portrait de Jan August Kisielewski, huile sur toile, 1901, musée des beaux-arts de Pau.

## Ouvrages illustrés
- Georges Montorgueil, Les trois apprentis de la rue de la lune, aquarelles et dessins avec Louis Le Rivérend et Paul Albert Steck, Maison Quantin, 1884.
- Leopold von Sacher-Masoch, Contes juifs. Récits de famille, collectif de dessinateurs, Maison Quantin, 1888.
- Aristide et Charles Frémine, Les Français dans les Îles de la Manche, A. Picard et Kaan, 1888.
- Edgar Monteil, François François, Maison Quantin, 1888.
- Jules Lemaître, Dix contes, collectif de dessinateurs, Lecène et Oudin, 1890.
- Jules Massenet, Le Mage, partitions, G. Hartmann, 1891.
- Suzel [Suzanne Gobron], Contes de là-bas, Ancienne Maison Quantin, 1891.
- Victorien Aury, Florette. Jiro, C. Delagrave, 1893.
- Jean Dybowski, La route du Tchad. Du Luango au Chari, collectif d'illustrateurs, Firmin-Didot, 1893.
- Louise Waddington Sibille, Contes à Nelly, 29 dessins, Firmin-Didot, 1893.
- Charles Yriarte, Les fleurs et les jardins de Paris, Ancienne Maison Quantin, 1893.
- Alfred Hannedouche, La Modeste Suzanne, A. Picard et Kaan, 1895.
- Alfred Rey et Louis Féron, Histoire du corps des gardiens de la paix, Firmin-Didot, 1896.
- Jean-Louis de Margaret, Souvenirs de la guerre de Vendée, Delhomme et Briguet, 1896.
- Gérald-Montméril, Chryséis au désert, Armand Colin, 1897.
- Gaston Donnet, En Sahara, à travers le pays des Maures nomades, avec P. Le Rivérend, L. Henry May, 1897.
- A. Slivitsky, Maître Renard, tr. du russe par Hellé, L. Henry May, 1898.
- Léon-Adolphe Gauthier-Ferrières, Gérard de Nerval, la vie et l'œuvre 1808-1855, frontispice, Alphonse Lemerre, 1906.
- Gaston Leroux, Le Mystère de la chambre jaune, édition illustrée avec José Simont, Pierre Lafitte, 1908[9].
- Ernest Seillière, Balzac et la morale romantique, frontispice, Félix Alcan, 1922.